# 丁力 (1917年)

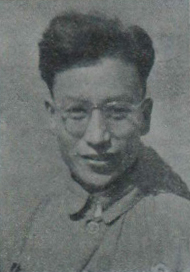
丁力照片

丁力（1917年10月—？），又名田延华，河北省新乐县太平庄人。中华人民共和国政治人物。

## 生平
1934年至1938年，任新乐县雨田村小学教员、在家务农。1938年至1940年，先后任新乐县农会改善部部长、一区农会主任。1940年至1942年，任晋察冀边区干校教员、边区农会组干。1942年至1943年，任平山县抗联农民部部长兼第四区抗联主任。1943年至1945年，任中共宝源县委委员兼县农会主任。1945年至1946年，任张北专区抗联主任兼组织部部长。1946年至1947年，任中央党校学习组组长。1947年至1948年，在中央党校学习，任中共行唐第二区委副书记。1948年至1950年，任中共伊川县委书记兼县人武部政委、新郑县委书记兼县人武部政委。
1950年至1951年7月，任河南省土改委员会副科长，并在政策研究室工作。1951年7月至1953年1月，任杞县人民政府副县长。1953年1月至1954年7月，任中共杞县委员会委员、杞县人民政府代县长。1954年至1962年，任开封专署粮食局局长、财委副主任。1962年至1966年，任河南省商业厅监察室副主任。1966年至1973年，因文革被批斗下放劳动。1973年至1975年，任中共驻马店地区外贸局党委书记兼局长。1975年至1982年年底带职休息。1983年离休。